# Natan Bernardo de Souza
Natan Bernardo de Souza (Itapecerica da Serra, São Paulo; 6 de febrer de 2001), conegut simplement com Natan, és un futbolista professional brasiler que juga com a central al Betis, de la Lliga espanyola.

## Carrera

### Flamengo
Nascut a Itapecerica da Serra, Natan va començar la seva carrera amb el Flamengo i va debutar professionalment amb el club el 27 de setembre de 2020 contra el Palmeiras. Va començar i va jugar tot el partit mentre el Flamengo va empatar 1-1.

#### Red Bull Bragantino (cessió)
El 15 de març de 2021, Red Bull Bragantino va fitxar Natan del Flamengo en préstec fins al 31 de desembre de 2021 amb una tarifa de 5 milions de R$ (760.000 € ), l'acord tenia una clàusula de compra si Natan arribava a 20 partits oficials durant el període de préstec, la quota total de transferència arribaria a 27,3 milions d'euros (27 milions d'euros ).

### Red Bull Bragantino
El 22 de gener de 2022, Red Bull Bragantino va anunciar oficialment que exerciria la clàusula de compra de Natan amb un contracte fins al desembre de 2026.

### Nàpols
El 7 d'agost de 2023, Natan va fitxar pel club Nàpols, de la Serie A italiana, signant un contracte de cinc anys per un preu de traspàs de 10 milions d'euros.

### Reial Betis (cessió)
El 15 d'agost de 2024, Natan es va incorporar al Reial Betis en préstec fins al 30 de juny de 2025.

## Palmarès
Flamengo
- Campeonato Brasileiro Sèrie A: 2020